# Карпински манастир
Карпинският манастир „Въведение на Пресвета Богородица“ (на македонска литературна норма: Карпински манастир „Воведение на Пресвета Богородица“) е православен манастир в Северна Македония, част от Кумановско-Осоговската епархия на Македонската православна църква – Охридска архиепископия.

## Местоположение
Манастирският комплекс е разположен в близост до село Орах, Кумановско.

## История
Основан е в XIV век от севастократор Деян, зет на цар Стефан Душан. Днешният изглед на манастира датира от XVI–XVII век. Манастирът е обновен в XIX век. Манастирската църква е от XVI–XVII век и е посветена на Въведение Богородично.
Църквата е изградена от обработен камък във формата на триконхос.
В църквата има два слоя фрески. Първият слой е изписан по времето на изграждането ѝ. От този период са изписаните Богородица с Исус Христос и Теодор Тирон и Теодор Стратилат. По-новият слой фрески датира от края на XIX век.
На дървения иконостас са поставени майсторски изработени икони, между които са осем празнични икони от края на XVI и началото на XVII век. Ценни са царските двери от XVI–XVII век. Отличават се с ажурна техника, с пробиване на дървото и използване на многообразни флорални и геометрични елементи, както и фигури на животни. Сходни са с дверите в църквите „Свети Георги“ в Петралица, „Света Богородица“ в Ранковце, „Свети Никола“ в Кратово и дверите от „Свети Никола“ в „Успение Богородично“ в Кюстендил.
Карпинският манастир в миналото е духовно и културно средище за региона. Оригиналните ръкописи, които се намират в Москва, София и Белград, свидетелстват за преписвателна школа и наличие на килийно училище. За едно от най-значителното книжовно дело се смята Карпинското евангелие, което сега се намира в Москва.